# Tòa thị chính Opole
Tòa thị chính Opole - một tòa thị chính được xây dựng theo phong cách kiến trúc Tân Phục hưng ở quận Śródmieście thuộc Opole. Tòa thị chính được xây dựng trên mẫu mực của Cung điện Vecchio ở Florence, Ý.

## Lịch sử
Vào thời trung cổ, ở vị trí của tòa thị chính hiện tại là một ngôi nhà phố bằng gỗ, vào thế kỷ mười lăm, một quyết định đã được đưa ra để xây dựng một cấu trúc bằng gạch - tòa thị chính, là trụ sở của chính quyền địa phương. Vào thế kỷ XVI, một tháp đồng hồ đã được xây dựng. Được biết, vào thế kỷ thứ mười tám, có một thiết bị bắn máy bay nằm ở Quảng trường Chợ (Rynek), vào năm 1794, một nông dân nổi dậy, Markus der Gerechte, đã bị bắn hạ. Năm 1740, một mái vòm kiểu Baroque được xây dựng. Năm 1818, một đám cháy đã phá hủy toàn bộ tòa tháp xuống nền móng. Từ năm 1818 đến 1826, việc xây dựng lại toàn bộ khu phức hợp tòa thị chính đã được thực hiện, bao gồm cả việc xây dựng lại tòa tháp theo hình dạng cũ, với mái vòm được phủ vàng tốn 150 Thaler.
Vào năm 1860 hoặc 1863, trong các công trình được phục hồi, người ta đã phát hiện ra rằng toàn bộ tòa tháp bị biến dạng và cần phải được cải tạo lại. Năm 1864, dưới sự giám sát của kiến trúc sư Albrecht, một tòa tháp mới dài 60 mét đã được xây dựng, trên hình mẫu của Cung điện Vecchio ở Florence, Ý.
Năm 1933, Quảng trường Chợ được xây dựng lại, bao gồm việc cải tạo lại các nhà phố gần đó, tòa tháp không được bảo đảm, đã sụp đổ vào sáng ngày 15 tháng 6 năm 1934. Năm 1936, một tòa tháp cao 65 mét tương tự đã được xây dựng. Tòa thị chính không bị bắn phá trong Thế chiến II, và tiếp tục là trụ sở của Hội đồng thành phố Opole.
Mỗi ngày, một lệnh kèn (Hejnał Opola) được thực hiện từ tòa tháp của tòa thị chính.